# مارک هلپرین (رمان‌نویس)
مارک هلپرین (انگلیسی: Mark Helprin؛ زادهٔ ۲۸ ژوئن ۱۹۴۷) رمان‌نویس، روزنامه‌نگار و صاحب‌نظر محافظه‌کار اهل ایالات متحده آمریکا است.
وی همچنین برندهٔ جوایزی همچون کمک‌هزینه گوگنهایم شده‌است.